# بخش سولوسبوری
بخش سولوسبوری (به سوئدی: Sölvesborgs kommun) یک ناحیه شهری در سوئد است که در شهرستان بلکینگه واقع شده‌است.

## خواهرخوانده
شهرهای ولگاست، برنهلم، مالبورک، سورتاوالا و اوکمرگه خواهرخوانده‌های بخش سولوسبوری هستند.